# Carlo Marenco
Carlo Marenco (Cassolnovo, 1º maggio 1800 – Savona, 20 settembre 1846) è stato uno scrittore italiano, autore di drammi e commedie.

## Biografia

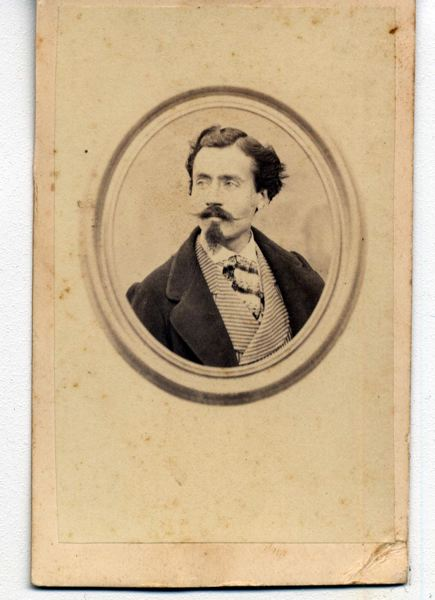
Il figlio Leopoldo (1831-1899), drammaturgo

Carlo Giovanni Battista Marenco nacque a Cassolnovo il 1º maggio 1800 da una famiglia di cebani lì trasferitivisi per motivi di lavoro. Tornato a Ceva coi genitori ancora bambino, a dieci anni fu ammesso nel locale collegio. A diciotto anni conseguì la laurea in legge presso l'Università di Torino.
In quel periodo ebbe modo di approfondire la sua conoscenza delle tragedie di Alfieri, Shakespeare, Manzoni, Friedrich Schiller, Goethe, Foscolo, e di convincere il padre a permettergli di intraprendere la carriera di letterato.
Nel 1826 si sposò con Luisa Cantatore Del Pasco, donna monregalese di famiglia siciliana, la quale gli diede ben quattordici figli.Di questi, solo nove sopravvissero, tra cui Leopoldo, che seguirà le orme del padre.
Fu anche sindaco di Ceva per alcuni anni, e la città lo commemora dedicando al suo nome il teatro civico e la via principale del centro storico.
Fra le attività del Marenco si ricorda anche la sua collaborazione con due giornali piemontesi d'ispirazione liberale, "Il Subalpino" e "Letture di Famiglia", e il lavoro prestato gratuitamente al collegio di Ceva. Queste sue meritorie attività, assieme alla sua produzione letteraria fecero sì che venisse accolto come membro onorario o socio in diverse società letterarie, fra cui, nel 1836 l'Accademia Filodrammatica di Torino e nel 1841 nell'Imperiale e Reale Accademia di Scienze, Lettere ed Arti della Valle Tibertina.
Nel 1843 fu nominato consigliere dell'intendenza generale di Savona: vi si trasferì per tre anni, fino alla sua morte avvenuta il 20 settembre 1846 a causa di una febbre tifoidea.
Le tragedie di Carlo Marenco furono molto apprezzate da Alessandro Manzoni, da Nicolò Tommaseo e da Silvio Pellico, e anche dai francesi Alexandre Dumas, Eugène Scribe e Victor Hugo.

## Opere

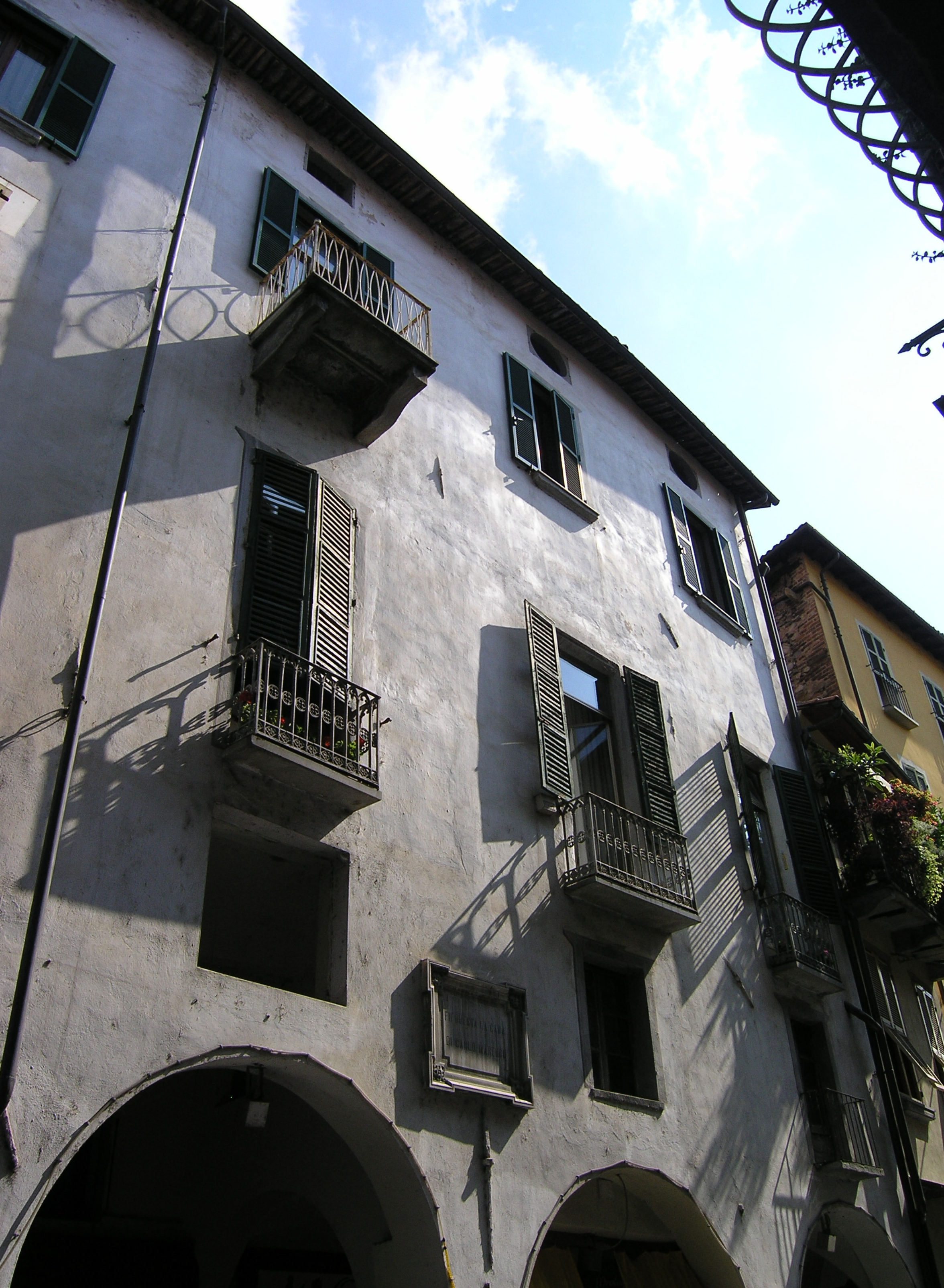
Casa di Carlo Marenco, a Ceva

Il periodo più florido per la sua produzione letteraria fu fra il 1828 e il 1842, anche se alcune opere, pubblicate dopo la sua morte, furono scritte precedentemente.
Gran parte delle sue opere furono messe in scena dalla Reale Compagnia Sarda al Teatro Carignano di Torino.
La sua prima opera messa in scena fu il "Bondelmonte e gli Amidei" nel 1828. Successivamente scrisse:
- Corso Donati, 1830;
- Ezzelino III, 1832;
- Il Conte Ugolino, 1833;
- Arnaldo da Brescia, 1834;
- La Famiglia Foscari, 1834;
- Adelisa, 1835;
- Manfredi, 1836
- La Pia dei Tolomei, 1836;
- Giovanna I di Napoli, 1838;
- Berengario Augusto, 1839;
- Arrigo di Svevia, 1841;
- La guerra dei baroni, 1841

Carlo Marenco fu anche scrittore di poesie e saggi, pubblicati nel 1856 nel volume Tragedie inedite, curato da Giovanni Prati.